# ペルミ・エンジン工場
株式公開会社「ペルミ・エンジン工場」（ロシア語:ОАО «Пермский Моторный Завод»；英語:Perm Engine Company）はロシアの航空機エンジン会社で旧ソ連の設計局の流れをくみ、アヴィアドヴィガーテリ などとともにペルミ・エンジン製造複合（PMZ）を形成している。

## 現在の製造品目
ソロヴィヨーフのエンジンも含む。
- ソロヴィヨーフ D-20 ターボファン:Tu-124
- ソロヴィヨーフ D-25 ターボシャフト:Mi-6、Mi-10.
- ソロヴィヨーフ D-30 ターボファン:Tu-134A-3/A-5/B
- ソロヴィヨーフ D-30 ターボファン:MiG-31、Il-62M、Il-76MD/TD、A-40、A-50、Tu-154
- クリーモフ TV2-117A - ターボシャフト:ミル Mi-8、Mi-171
- ソロヴィヨーフ PS-90 ターボファン:Il-76MD-90/TD-90、Il-96-300/-400/T、Tu-204、Tu-214シリーズ
- アヴィアドヴィガーテリ PD-14:イルクート MS-21、Il-214